# 艾瑪·佛斯特
艾瑪·佛斯特（英語：Emma Frost）是一名在漫威漫畫中出現的虛構超級英雄，由作家克里斯·克萊蒙特和藝術家約翰·柏恩所創作。曾為超級反派組織—地獄火俱樂部的「白皇后」。艾瑪·佛斯特首次於《Uncanny X-Men》#129中登場。

## 人物
艾瑪·佛斯特出生於一個富有的波士頓商人家庭，四個小孩中排行第三，哥哥Christian Frost、姐姐Adrienne Frost和妹妹Cordelia Frost。父親Winston是一個冷酷無情和專制的人，母親Hazel經常濫用精神藥物來抗壓。在學期間，艾瑪的心靈感應能力開始顯現。長大後的艾瑪繼承了大量的財富，成為價值數十億的集團佛斯特國際大股東。並收到地獄火俱樂部的邀請成為「白皇后」。後來在Genosha島上因哨兵機械人而激發第二的能力—鑽石變形。與X戰警合作後加入了他們，並與獨眼龍產生感情。

## 其他媒體

### 電視
- 《X戰警：幻影貓（英语：X-Men: Pryde of the X-Men）》：由蘇珊·西露（英语：Susan Silo）配音。
- 《X戰警》：由特雷西·摩爾配音。
- 《金鋼狼與X戰警（英语：Wolverine and the X-Men (TV series)）》：由卡里·瓦格格倫（英语：Kari Wahlgren）配音。

### 電影
- 《X世代》（1996年）：由菲諾拉·休斯（英语：Finola Hughes）飾演。
- X戰警電影系列
  - 《X戰警：金鋼狼》（2009年）：由塔哈娜・托基（英语：Tahyna Tozzi）飾演[1][2][3]。
  - 《X戰警：第一戰》（2011年）：由詹紐瑞·瓊斯飾演[4]。

### 遊戲
- 《漫威超級英雄戰隊（英语：Marvel Super Hero Squad Online）》：由格蕾·德萊勒配音[5]。
- 《X戰警：命運（英语：X-Men: Destiny）》：由卡里·瓦格格倫（英语：Kari Wahlgren）配音。
- 《漫威英雄 Online》[6]：玩家創角時可選擇艾瑪為遊戲角色，或另付費購買；由卡里·瓦格格倫配音[7]。
- 《乐高漫威超级英雄》：電子遊戲，由卡里·瓦格格倫配音[8] [9]。
- 《漫威：未來之戰》：手機遊戲，艾瑪·佛斯特是玩家可使用角色之一。
- 《漫威超級戰爭》
- 《漫威爭鋒》：由勞拉·波斯特（英语：Laura Post）配音。

## 外部連結
- White Queen - Emma Frost （页面存档备份，存于） 漫畫書數據庫
- Emma Frost （页面存档备份，存于） 超級英雄數據庫
- Marvel Comics Database: Emma Frost （页面存档备份，存于）